# 帕绍方济各会修道院

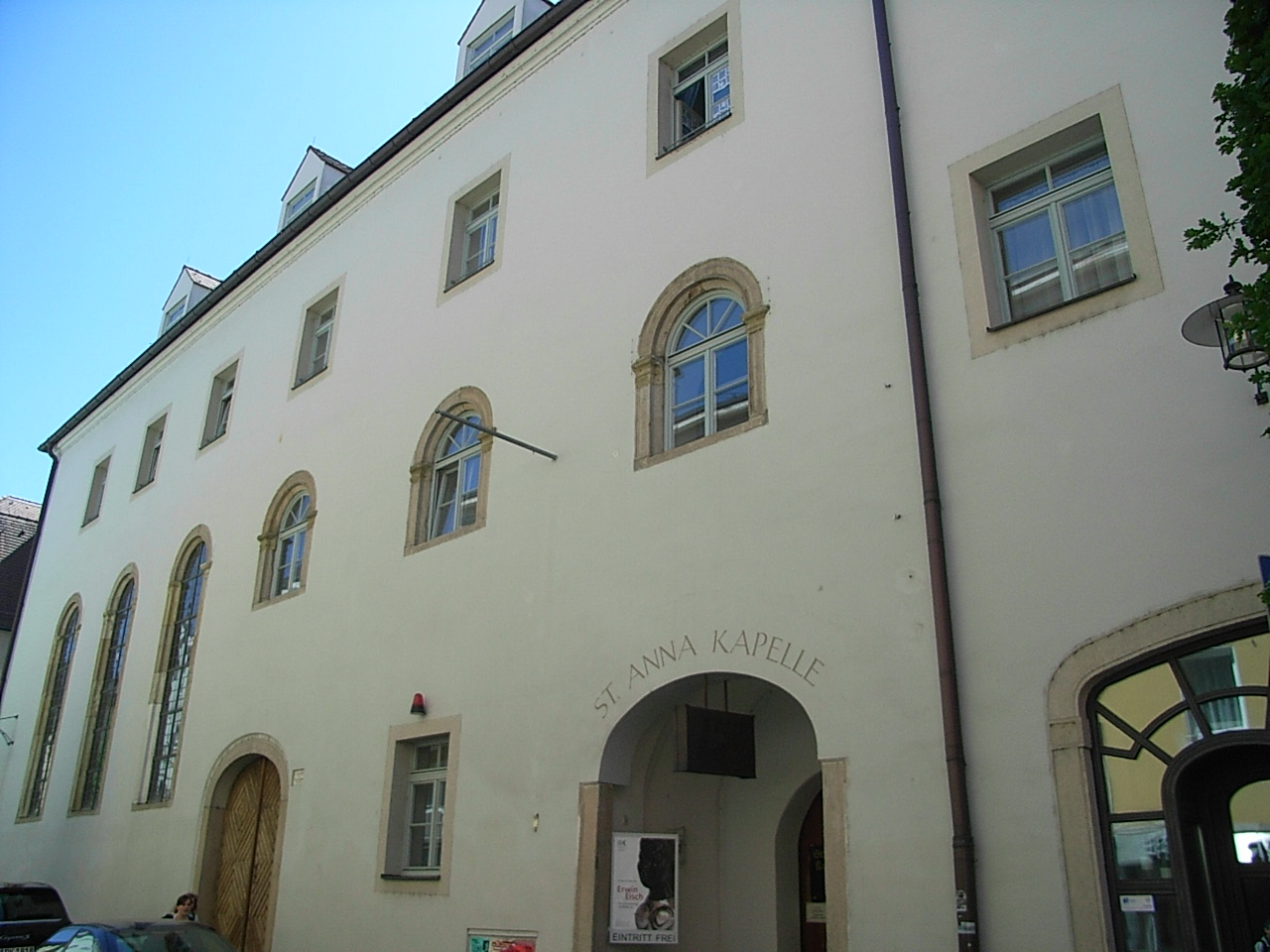
帕绍方济各会修道院

帕绍方济各会修道院（Franziskanerkloster Passau）是一个前方济各会修道院，位于巴伐利亚帕绍旧城。
圣亚纳修道院由帕绍主教创立于1564年。1803年关闭。
圣亚纳小堂建于1588年，内部装饰着1590年的文艺复兴壁画，现为帕绍艺术协会的展览空间。